# Caproni

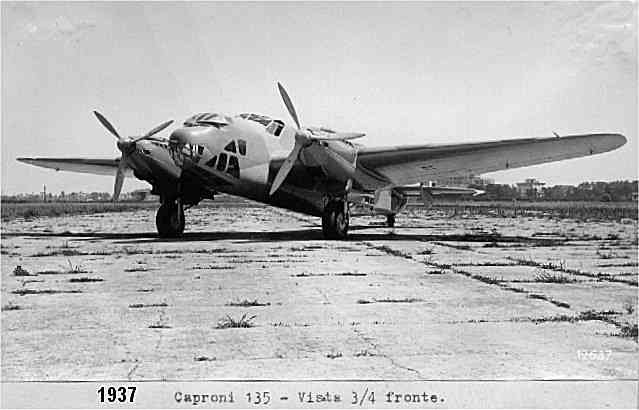
Caproniplan.

Caproni var en italiensk flygplanstillverkare grundad 1908 (alternativt 1911) av Giovanni Battista Caproni. Caproni tillverkade det första i Italien konstruerade flygplanet 1911. Tillverkningen skedde i Taliedo utanför Milano. Caproni tillverkade bombflygplan och transportflygplan som bland annat köptes in av svenska flygvapnet. 
Redan i mitten av 1930-talet provflög Caproni ett plan med en jetmotor. Denna motor hade en kompressor som drevs av en konventionell kolvmotor. Ungefär samtidigt höll man på även i andra länder med att utveckla jetmotorer. 
1940–1945 ingick Caproni Ca.313 i Svenska flygvapnet och benämndes B 16, S 16 och Tp 16. På Flygvapenmuseum finns en replika i full skala som byggdes i samband med inspelningen av Lars Molins TV-serie Tre kärlekar (1989). 

## Flygplan (urval)
- Caproni Ca.60
- Caproni Ca 101
- Caproni Ca 133
- Caproni Ca 148
- Caproni Ca.313
- Caproni Bergamaschi Ca 135
- Caproni Bergamaschi Ca 310 Libeccio